# Erik Segerstedt

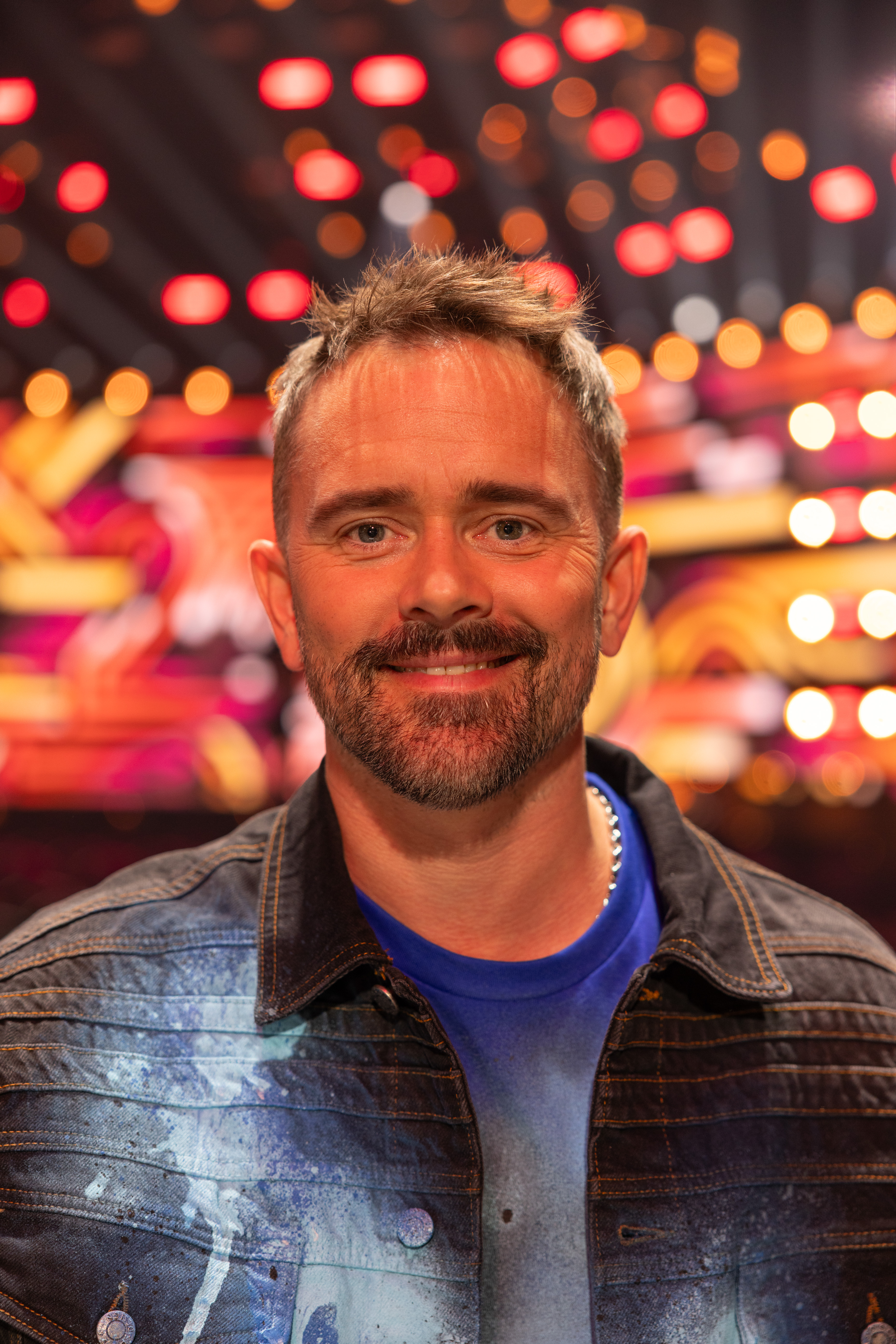
Erik Segerstedt, 2025

Mats Erik Segerstedt (* 20. April 1983 in der Gemeinde Dragsmark, Provinz Bohuslän) ist ein schwedischer Sänger und Songwriter.

## Leben
Erik Segerstedt wuchs in Uddevalla auf und studierte später an der Adolf Fredrik's Music School in Stockholm. 2006 nahm er bei der schwedischen Version von Pop Idol teil, wo er den zweiten Platz erreichte. Kurz darauf bekam er einen Plattenvertrag und veröffentlichte sein Debütalbum A Different Shade.
2007 entstand die Boygroup E.M.D., die sich aus Segerstedt und den ehemaligen ''Idol-Teilnehmern'' Mattias Andréasson und Danny Saucedo zusammensetzte. Zusammen nahmen sie 2009 mit dem Song Baby Goodbye beim Melodifestivalen, dem schwedischen Vorentscheid zum Eurovision Song Contest teil. Dort belegten sie den dritten Platz. Im Jahr darauf löste sich die Band allerdings wieder auf. 
2013 nahm Segerstedt erneut beim Melodifestivalen teil, diesmal im Duett mit der norwegischen Sängerin Tone Damli. Ihr Titel Hello Goodbye wurde unter anderem vom späteren ESC-Sieger Måns Zelmerlöw geschrieben. Sie erreichten damit allerdings nur die Andra Chansen, in der sie ausschieden und sich somit nicht fürs Finale qualifizierten.
Im selben Jahr belegte Segerstedt bei der schwedischen Version von Let’s Dance gemeinsam mit Sigrid Bernson den vierten Platz.
In der Folgezeit veröffentlichte Segerstedt weiterhin Musik und stand außerdem 2017 für Robin Bengtsson und 2019 für Sergej Lazarev als Backgroundsänger auf der Bühne des Eurovision Song Contest.
12 Jahre nach seinem letzten Auftritt am Melodifestivalen, nimmt Segerstedt 2025 mit dem Song Show Me What Love Is wieder am Melodifestivalen teil. 

## Diskografie

### Alben
| Jahr | Titel             | Höchstplatzierung, Gesamtwochen, AuszeichnungChartsChartplatzierungen (Jahr, Titel, Platzierungen, Wochen, Auszeichnungen, Anmerkungen) | Anmerkungen                            |
| Jahr | Titel             | SE | Anmerkungen                            |
| ---- | ----------------- | --- | -------------------------------------- |
| 2007 | A Different Shade | SE2 Gold · (9 Wo.)SE | Erstveröffentlichung: 21. Februar 2007 |

### Singles
| Jahr | Titel Album                             | Höchstplatzierung, Gesamtwochen, AuszeichnungChartsChartplatzierungen (Jahr, Titel, Album, Platzierungen, Wochen, Auszeichnungen, Anmerkungen) | Anmerkungen                           |
| Jahr | Titel Album                             | SE | Anmerkungen                           |
| ---- | --------------------------------------- | --- | ------------------------------------- |
| 2006 | I Don’t Want To Be –                    | SE28 (6 Wo.)SE |                                       |
| 2007 | I Can’t Say I’m Sorry A Different Shade | SE1 Gold · (17 Wo.)SE |                                       |
| 2009 | Saturday Night –                        | SE16 (7 Wo.)SE |                                       |
| 2013 | Hello Goodbye Heartkill                 | SE14 Gold · (8 Wo.)SE | mit Tone Damli                        |
| 2025 | Show Me What Love Is –                  | SE9 (9 Wo.)SE | Erstveröffentlichung: 7. Februar 2025 |

Weitere Singles
- 2007: How Did We Change
- 2007: All for Love (E.M.D.)
- 2008: Jennie Let Me Love You (E.M.D.)
- 2009: Baby Goodbye (E.M.D.)
- 2009: Youngblood (E.M.D.)
- 2022: Come Alive
- 2023: Piece of Me
- 2025: Show Me What Love Is